# Liste von Datendiebstählen
Diese Liste ist eine Zusammenstellung von relevanten Datendiebstählen, mit Informationen zum Zeitpunkt sowie zu den betroffenen Nutzern und Unternehmen.
Als relevant für die hier geführte Liste gilt ein Datendiebstahl, wenn er mindestens eines der folgenden Merkmale aufweist:
- Mehr als 10.000 betroffene Nutzer
- Wirtschaftlicher Schaden in Millionenhöhe
- Berichterstattung in Massenmedien

## Liste
Die Liste ist in absteigender chronologischer Reihenfolge sortiert:
| Zeitraum       | Vorfall | betroffener Dienst                         | betroffene Datensätze (in Tsd.) |
| -------------- | --- | ------------------------------------------ | ------------------------------- |
| Juli 2025      | Kundendaten des rechtspopulistischen und rechtskonservativen Onlinemediums Nius werden im Internet veröffentlicht. | Nius                                       | 5,7                             |
| Juni 2025      | Rechnungen und Ausweisdaten von Hotelgästen sind frei zugänglich. | numa                                       | 500                             |
| Mai 2025       | Plattform für Mitarbeiterbenefits bietet versehentlich Namen, E-Mail-Adressen, Anschriften, Unternehmenszugehörigkeiten, Passworthashes und Bestellinformationen zum Download an. | Corplife                                   | 165                             |
| Dez. 2024      | Der Chaos Computer Club veröffentlicht ein Datenleck bei Cariad, einer Volkswagen-Tochterfirma für Automobil-Software. Bewegungsdaten von 800.000 E-Autos aus dem Jahr 2024 (und davor) sowie Kontaktinformationen der Fahrzeughalter stehen ungeschützt im Amazon-Cloudspeicher. Angeblich ist jedoch keine missbräuchliche Nutzung dieser Daten durch Dritte vorgefallen. | Volkswagen-App We Connect                  | 800                             |
| Juli 2024      | Eine gefälschte Version der Z-Library stiehlt Daten von rund 10 Millionen angemeldeten Benutzern: neben persönlichen Daten, Passwörtern und Kryptoadressen auch Daten von Cyberwallets. | Z-Library                                  | 10.000 (etwa)                   |
| Juli 2024      | Datenleck bei einem Versender von Zwei-Faktor-SMS. Der Chaos Computer Club kann auf rund 200 Millionen SMS zugreifen. | IdentifyMobile                             | unbekannt                       |
| 2024           | Cyberangriff auf das Gesundheitswesen (NHS Dumfries and Galloway). | NHS Dumfries and Galloway                  | unbekannt                       |
| Dez. 2022      | Ein Biometrie-Gerät des US-Militärs mit Iris-Scans, Fingerabdrücken und Fotos von 2632 Personen aus Einsätzen in Afghanistan und dem Irak wird über EBay verkauft. | US-Militär                                 | 2,632                           |
| August 2022    | Telefonnummern, Namen und Postanschriften von 6,7 Millionen Nutzer eines Streaming-Dienstes werden auf einer Online-Plattform für geleakte Daten zum Verkauf angeboten. Erst drei Monate später wird der Vorfall bestätigt. | Wakanim                                    | 6.700                           |
| April 2022     | Unautorisierter Zugriff auf Namen, E-Mail-Adressen und Nummern von Bibliothekskarten der Nutzer. | Universitätsbibliothek Leipzig             | 70                              |
| Feb. 2022      | Ein Whistleblower gibt Daten über Konten bei der Credit Suisse an investigative Journalisten weiter. | Credit Suisse                              | 18                              |
| April 2020     | Der größte indonesische Online-Händler wurde Opfer eines Datendiebstahls. | Tokopedia                                  | 15.000                          |
| April 2020     | Der Google Playstore-Alternative für Android-Apps Aptoide wurden 22 Millionen Nutzerdatensätze gestohlen. | Aptoide                                    | 20.000                          |
| Feb. 2020      | Bei dem "db8151dd" genannten Datendiebstahl wurden rund 22 Millionen Kontodatensätze des virtuellen Adressbuchs Covve gestohlen. | Covve                                      | 22.802                          |
| Feb. 2020      | Durch die Nachlässigkeit einer israelischen Marketingagentur wurden rund 49 Millionen ElasticSearch-Nutzerdaten abgefangen. | Straffic                                   | 48.000                          |
| Jan. 2020      | Rund 3 Millionen Kundendaten der Autovermietung Buchbinder werden geleakt. | Buchbinder                                 | 3.000                           |
| 2020           | Vollständige Kunden- und Testerliste von Clearview AI, einer Firma für Gesichtserkennung, wurde gestohlen. | Clearview AI                               | 2,9 (mehr als)                  |
| 2020           | Rund 160.000 Nintendo-Kundenkontodaten wurden gestohlen. | Nintendo                                   | 160                             |
| Dez. 2019      | 170 Millionen Passwörter von Zynga-Nutzern wurden gestohlen. | Zynga                                      | 170.000                         |
| Dez. 2019      | 267 Millionen Facebook-Anmeldedaten wurden im Darknet veröffentlicht. | Facebook                                   | 267.000                         |
| Dez. 2019      | Rund 250 Millionen Einträge der Microsoft Support-Datenbank waren abgreifbar. | Microsoft                                  | 250.000                         |
| Dez. 2019      | Die "Collection #2-5" mit rund 2,2 Milliarden E-Mail-Adressen, Passwörtern und rund 600 Gigabyte an Daten wird veröffentlicht. | verschiedene E-Mail-Adressen               | 2.200.000                       |
| Nov. 2019      | 6 Millionen Nutzerdatensätze des Online-Comic-Editors wurden kopiert. | ToonDoo                                    | 6.000                           |
| Nov. 2019      | Kundendaten von Conrad Electronic wurden durch eine Sicherheitslücke in ElasticSearch gestohlen. | Conrad Electronic                          | unbekannt                       |
| Aug. 2019      | Zehntausende Mastercard-Kundendaten wurden abgegriffen. | Mastercard                                 | 10                              |
| Juli 2019      | Die Kontodaten des Mode- und Schuh-Onlineshops wurden gestohlen. | StockX                                     | 6.800                           |
| Juli 2019      | Die Forenkontodaten des Webcomics wurden gestohlen. | Xkcd                                       | 562                             |
| Juni 2019      | 224.000 Nutzerdaten der Wiener Büchereien werden gestohlen. | Wiener Büchereien                          | 224                             |
| Juni 2019      | Rund 1,1 Millionen Nutzerkonten der ROM-Seite Emuparadise für Spielekonsolen-Emulatoren werden veröffentlicht. | Emuparadise                                | 1.100                           |
| Mai 2019       | Rund 885 Millionen Daten der First American Corporation konnten aufgrund einer Sicherheitslücke öffentlich eingesehen werden. | First American Corporation                 | 855.000                         |
| März 2019      | Rund 600 Millionen Passwörter von Facebook und Instagram wurden geleakt. | Facebook und Instagram                     | 600.000                         |
| Feb. 2019      | Rund 18 Millionen YouNow-Kontodaten wurden im Darknet verkauft. | YouNow                                     | 18.000                          |
| Jan. 2019      | Collection #1 mit über 1,16 Milliarden Kombinationen von E-Mail-Adressen und Passwörtern wird auf der Cloud-Plattform Mega veröffentlicht. | verschiedene E-Mail-Adressen               | 1.160.000                       |
| Jan. 2019      | Hack und Veröffentlichung privater Daten deutscher Politiker und Prominenter 2018/2019. | verschiedene Nutzerkonten                  | 0,994                           |
| 2019           | Rund 108 Millionen Nutzerdaten von ElasticSearch wurden abgegriffen. | ElasticSearch                              | 108.000                         |
| 2019           | Rund 202 Millionen Datensätze von MongoDB wurden abgegriffen. | MongoDB                                    | 202.000                         |
| 2019           | 620 Millionen Dubsmash-Konten wurden im Darknet verkauft. | Dubsmash                                   | 620.000                         |
| Sep. 2018      | 1,8 Millionen Accountdaten der Plattform Knuddels werden veröffentlicht. | Knuddels                                   | 1.800                           |
| Sep. 2018      | Der Hotelkette Starwood Hotels & Resorts Worldwide des Hotelunternehmens Marriott International wurden personenbezogene Daten von einer halben Milliarde Hotelgästen entwendet, die vor dem 10. September 2018 eine Hotelreservierung vorgenommen hatten. Zu den entwendeten Datensätzen zählten auch Bezahldaten. | Starwood Hotels & Resorts Worldwide        | 500.000                         |
| Sep. 2018      | Dem sozialen Netzwerk Facebook wurden von unbekannten Angreifern durch eine Sicherheitslücke Zugangsdaten von 50 Millionen Benutzerkonten entwendet. | Facebook                                   | 50.000                          |
| Dez. 2018      | Rund 23 Millionen Daten der Cyberwallet Wanelo werden gestohlen. | Wanelo                                     | 23.000                          |
| Sep. 2018      | Hacker stahlen von British Airways persönliche Daten und Transaktionsdaten zu 380.000 Kreditkarten. | British Airways                            | 380                             |
| Juli 2018      | Bei dem Social-Bookmarks-Dienst wurden rund 41 Millionen Nutzerdaten gestohlen und im Darknet verkauft. | ShareThis                                  | 41.000                          |
| Juli 2018      | Rund 5 Millionen Spielerkonten waren von dem Datenklau betroffen. | Stronghold Kingdoms                        | 5.100                           |
| Juli 2018      | Bei dem Datenklau bei der Fitness-App wurden rund 15 Millionen Nutzerkontendaten gestohlen. | 8fit                                       | 15.000                          |
| Mai 2018       | Auf dem Online-Shop wurden die Daten von rund 36 Millionen Konten gestohlen. | Poshmark                                   | 36.000                          |
| Mai 2018       | Der Angriff auf den Flugticketdienst traf rund 26 Millionen Konten. | Ticketfly                                  | 26.000                          |
| Feb. 2018      | Rund 144 Millionen Nutzerdaten des Fitnessdienstes wurden gestohlen. | MyFitnessPal                               | 144.000                         |
| 2018           | Rund 14,8 Millionen Konten der Foto-Community waren von dem Diebstahl betroffen. | 500px                                      | 14.800                          |
| 2018           | Rund 92 Millionen Kontodaten wurden von der Genealogieseite MyHeritage abgegriffen. | MyHeritage                                 | 92.000                          |
| 2018           | 100 Millionen Kontodaten der Seite Quora wurden abgegriffen. | Quora                                      | 100.000                         |
| 2018           | Die Daten von rund 500.000 Google+-Nutzern wurden abgegriffen. | Google+                                    | 500                             |
| 2018           | Die Daten einiger Reddit-Nutzer wurden gestohlen. | Reddit                                     | unbekannt                       |
| 2018           | Tausende WordPress-Konten wurden gehackt und die Daten verkauft. | WordPress                                  | mehrere                         |
| Dez. 2017      | Gesammelte persönliche Daten von mehr als 31 Millionen Nutzern einer mobilen App für eine virtuelle Tastatur des Unternehmens Ai.Type waren versehentlich im Internet zugänglich und konnten aus der entsprechenden, falsch konfigurierten Datenbank heruntergeladen werden. | Ai.Type                                    | 31.000                          |
| Okt. 2017      | Rund 8 Millionen Konten der Dating-Plattform waren von dem Diebstahl betroffen. | We Heart It                                | 8.000                           |
| Okt. 2017      | Rund 17,5 Millionen Kontodaten des Kommentardienstes wurden gestohlen. | Disqus                                     | 17.500                          |
| Juli 2017      | Hacker verschafften sich unrechtmäßigen Zugriff auf Sozialversicherungsnummern, Geburtsdaten, Adressen, Führerscheinnummern und Kreditkartennummern von bis zu 143 Millionen Kunden des Finanzdienstleistungsunternehmens Equifax in den Vereinigten Staaten von Amerika, Kanada und im Vereinigten Königreich. | Equifax                                    | 143.000                         |
| Juni 2017      | Bei dem Datenklau wurden rund 18 Millionen Nutzerkontendaten des Internetradiodienstes gestohlen. | 8tracks.com                                | 18.000                          |
| Mai 2017       | Rund 17 Millionen Nutzerdaten wurden abgegriffen. | Zomato                                     | 17.000                          |
| Ende 2016      | 100 Millionen Nutzerdaten werden von dem chinesischen Videoportal gestohlen und im Darknet verkauft. | Youku                                      | 100.000                         |
| Ende 2016      | Rund 100 Millionen Nutzerdaten des Dienstes Rambler, welcher auch als das russische Yahoo bezeichnet wird, wurden gestohlen. | Rambler                                    | 100.000                         |
| Ende 2016      | Dem Internet-Dienst Uber wurden in der Cloud Datensätze von rund 50 Millionen Nutzer gestohlen, jedoch gegen eine Lösegeldzahlung in Höhe von 100.000 Dollar nicht veröffentlicht. Betroffene und Öffentlichkeit wurden erst am 21. November 2017 informiert. | Uber                                       | 50.000                          |
| Nov. 2016      | Nutzerdaten des Suchmaschinenoptimierungs-Tools Rankwatch wurden gestohlen. | RankWatch                                  | 7.450                           |
| Nov. 2016      | 380.000 Nutzerdaten der Porno-Website wurden gestohlen. | XHamster                                   | 380                             |
| Nov. 2016      | Die Datenbanken des FriendFinder Networks, zu dem Adult FriendFinder gehört, wurden im Oktober 2016 gehackt. Allein bei Adult Friendfinder sind ca. 340 Millionen Kunden betroffen. | Adult FriendFinder                         | 340.000                         |
| Okt. 2016      | Von dem Datendiebstahl bei dem Videodienst waren rund 85 Millionen Nutzerkonten betroffen. | Dailymotion                                | 85.000                          |
| Aug. 2016      | 251.000 Kontodaten wurden gestohlen. | Epic Games                                 | 251                             |
| 2016           | Mittels einer SQL-Injection wurden Nutzerdaten abgefangen. | Unreal Engine                              | 530                             |
| Juli 2016      | Nutzerdaten der Anime-Seite wurden gestohlen. | Funimation                                 | 2.500                           |
| Juni 2016      | Rund 127 Millionen Passwörter der Dating-Seite Badoo werden geleakt. | Badoo                                      | 127.000                         |
| Mai 2016       | 65 Millionen Passwörter von Tumblr wurden abgegriffen. | Tumblr                                     | 65.000                          |
| März 2016      | 1,4 Millionen Nutzerdaten der Pornoseite wurden gestohlen. | Naughty America                            | 1.400                           |
| Feb. 2016      | Die Website des Betriebssystems wurde gehackt und der Downloadbereich durch ein Backdoor-Betriebssystem ersetzt, welches einen Zugriff auf Nutzerdaten ermöglichte. | Linux Mint                                 | 144                             |
| Jan. 2016      | Rund 7 Millionen Kontodaten der Minecraft-Community wurden gestohlen. | Lifeboat                                   | 7.000                           |
| 2016           | Die Nutzerdaten des Torrentdienstes wurden gestohlen. | uTorrent                                   | 395                             |
| Dez. 2015      | Fast 6 Millionen Nutzerdaten der Modding Community wurden verschlüsselt gestohlen. | Nexus Mods                                 | 6.000                           |
| Dez. 2015      | Hacker stahlen mehrere Millionen Nutzerdaten des in Hongkong ansässigen Lernspiele- und Lerncomputer-Anbieters VTech. | VTech                                      | mehrere Tsd.                    |
| 2015           | Adult FriendFinder: Im Jahr 2015 wurde Adult FriendFinder gehackt, 3,9 Millionen Kunden waren vom Datenleck betroffen. Bei den Daten handelt es sich um die E-Mail-Adressen, Geburtsdaten, Teile der Postadresse, sexuelle Vorlieben. | Adult FriendFinder                         | 3.900                           |
| 2015 und 2016  | Bei einer Serie von Cyberattacken auf das SWIFT-Netzwerk wurden mehrere Millionen US-Dollar erbeutet. | SWIFT-Netzwerk                             | mehrere Millionen               |
| 2015           | 2,3 Millionen Anmeldedaten von Patreon-Nutzern wurden veröffentlicht. | Patreon                                    | 2.300                           |
| Dez. 2015      | The Fappening: Nacktfotos von Prominenten wurden gestohlen und veröffentlicht. | mehrere Nutzerkonten                       | 179                             |
| Nov. 2015      | Die Nutzerdaten der Foren-Software vBulletin wurden abgefangen. | VBulletin                                  | 519                             |
| Nov. 2015      | Nutzerdaten der Gaming-Seite wurden gestohlen. | Abandonia                                  | 776                             |
| Nov. 2015      | Rund 6 Millionen Nutzerdaten des Chatrooms xat wurden entwendet. | xat                                        | 6.000                           |
| Sep. 2015      | 2,5 Millionen Nutzerdaten der Piraterie-Seiten wurden gestohlen. | Xbox 360 ISO und PSP ISO                   | 2.500                           |
| Aug. 2015      | Unter dem Pseudonym The Impact Team wurden im August 2015, nach einem Ultimatum an die Betreiberfirma Avid Life Media (ALM), das Seitensprung-Portal Ashley Madison zu schließen, die Daten von 32 Millionen Nutzern mit Namen, sexuellen Vorlieben, Adressen, Kreditkartennummern und den verschlüsselten Passwörtern veröffentlicht. Die Veröffentlichung brachte erhebliche Gefahren für Nutzer, deren Verhalten in ihren jeweiligen Heimatländern strafbar ist. Auch gab es Suizid-Fälle, die mit dem Hack in Verbindung gebracht werden. | Ashley Madison                             | 32.000                          |
| März 2015      | Bei dem Datendiebstahl bei dem Webhoster wurden rund 13 Millionen Nutzerkontodaten gestohlen. | 000webhost                                 | 13.000                          |
| Anfang 2015    | Rund 80 Millionen Kundendaten werden von Anthem, dem zweitgrößten Krankenversicherer der USA, gestohlen. | Anthem                                     | 80.000                          |
| Dez. 2014      | 90 Terabyte Mediendaten wurden von Sony Pictures Entertainment gestohlen. | Sony Pictures Entertainment                |                                 |
| 2014           | Fast 5 Millionen Gmail-Anmeldedaten werden in einem russischen Bitcoin-Forum veröffentlicht. | Gmail                                      | 5.000                           |
| März–Sep. 2014 | Durch installierte Malware im Kassensystem des US-Händlers Home Depot konnten Hacker 56 Millionen Kreditkartensätze und 53 Millionen Email-Adressen von 2.200 Filialen entwenden. Die erforderlichen Untersuchungen kosteten das Unternehmen 43 Millionen US-Dollar. | Home Depot                                 | 56.000                          |
| 2014           | Über 50.000 Uber-Nutzerdaten wurden veröffentlicht. | Uber                                       | 50                              |
| 2014           | Von der Bank JP Morgan Chase wurden rund 76 Millionen Kreditkartendaten entwendet. | JP Morgan Chase                            | 76.000                          |
| 2014           | 76.000 Anmeldedaten von Mozilla-Entwicklern wurden veröffentlicht. | Mozilla                                    | 76                              |
| Nov. 2014      | Bei einem Hack des Computerspiels Warframe wurden die Daten von 819.000 Nutzerkonten gestohlen. | Warframe                                   | 819                             |
| Okt. 2015      | Rund 234 Millionen Nutzerdaten wurden von der chinesischen Website abgefangen. | NetEase                                    | 234.000                         |
| Sep. 2014      | Rund 5 Millionen Yandex-Passwörter werden gestohlen. | Yandex                                     | 5.000                           |
| Aug. 2014      | Hacker erhielten über Sicherheitslücken und mit Hilfe von Botnets Zugriff auf mehr als eine Milliarde Nutzerkonten im Internet. | verschiedene Nutzerkonten                  | 1.000.000                       |
| Mai 2014       | Bei dem Kurz-URL-Dienst waren rund 9,3 Millionen Konten von dem Diebstahl betroffen. | Bitly                                      | 9.300                           |
| April 2014     | Datendiebstahl von 18 Millionen E-Mail-Adressen samt Kennwörtern in Deutschland. | verschiedene E-Mailadressen                | 18.000                          |
| Feb.–März 2014 | Das US-amerikanische Internet-Auktionshaus Ebay wurde Opfer einer umfangreichen Hackerattacke. Sämtliche Nutzer wurden Ende Mai 2014 aufgefordert, ihre Kennwörter zu ändern. Rund 145 Millionen Kundenkontodaten wurden gestohlen. | Ebay                                       | 145.000                         |
| Feb. 2014      | Bei einem Hackerangriff auf das Magazin wurden rund eine Million Nutzerkontodaten gestohlen. Der Hackerangriff wurde der syrischen elektronischen Armee zugeschrieben. Es wurden ebenfalls Fake News veröffentlicht. | Forbes                                     | 1.000                           |
| Feb. 2014      | Rund 5,2 Millionen Nutzerdaten der Crowdfunding-Plattform wurden gestohlen. | Kickstarter.com                            | 5.200                           |
| Dez. 2014      | Rund 70 Millionen Kundenkontodaten von Target wurden entwendet. | Target                                     | 70.000                          |
| Jan. 2014      | Durch die Brute-Force-Methode wurden die Kontodaten von einigen Nutzern der Plattform gestohlen. | Snapchat                                   | 4.600                           |
| Jan. 2014      | Datendiebstahl von 16 Millionen deutscher E-Mail-Adressen samt Kennwörtern. | verschiedene E-Mailadressen                | 16.000                          |
| Nov. 2013      | Rund 3 Millionen Nutzerdaten des Live Streaming-Dienstes werden gestohlen. | Xsplit                                     | 3.000                           |
| Okt. 2013      | 38 Millionen Adobe-Kontodaten wurden gestohlen. | Adobe                                      | 38.000                          |
| Sep. 2013      | Das Imageboard wurde Opfer eines Datendiebstahls. | imgur                                      | 1.700                           |
| Sep. 2013      | 2 Millionen Kundendaten von Vodafone wurden gestohlen. | Vodafone                                   | 2.000                           |
| Aug. 2013      | Rund 1,1 Millionen Nutzerdaten des Computerspiels werden entwendet. | Der Herr der Ringe Online                  | 1.100                           |
| Aug. 2013      | Yahoo! wurden Zugangsdaten von ca. drei Milliarden Konten gestohlen, was bis September 2017 der umfangreichste Datendiebstahl war. | Yahoo!                                     | 3.000.000                       |
| Juli 2013      | Über 2 Millionen Ubuntu-Kontodaten wurden gehackt. | Ubuntu                                     | 2.000                           |
| Mai 2013       | Rund 26 Millionen Kontendaten der Tiersimulation werden abgefangen. | Neopets                                    | 26.000                          |
| April 2013     | Rund 1,6 Millionen Kontodatensätze wurden dem Online-Spiel gestohlen. | Dungeons & Dragons Online                  | 1.600                           |
| April 2013     | Von dem Datendiebstahl auf der Pornowebsite waren 790.000 Konten betroffen. | Brazzers                                   | 790                             |
| April 2013     | Rund 50 Millionen Kontodatensätze der Plattform Livingsocial wurden gestohlen. | Livingsocial                               | 50.000                          |
| März 2013      | 50 Millionen Evernote-Konten wurden gehackt. | Evernote                                   | 50.000                          |
| 2013           | Sieben Jahre lang hatte eine russisch-ukrainische Hackergruppe Kredit- und EC-Karten-Daten mehrerer US-amerikanischer Unternehmen abgegriffen. Davon waren 800.000 Bankkonten betroffen. Der finanzielle Schaden wird auf 300 Millionen US-Dollar beziffert. | verschiedene US-amerikanischen Unternehmen | 800                             |
| 2013           | Edward Snowden kopierte 1,7 Millionen geheime Dateien der National Security Agency auf einen USB-Stick und brachte diesen aus dem Sicherheitsbereich der Agentur. | National Security Agency                   | 1.700                           |
| Dez. 2012      | Die Nutzerdaten von rund 8 Millionen Spielern wurden gestohlen. | Heroes of Newerth                          | 8.000                           |
| Nov. 2012      | Fast 50 Millionen Nutzerdaten werden dem sozialen Netzwerk gestohlen. | Netlog                                     | 49.000                          |
| Okt. 2012      | Battle.net-Nutzer wurden dazu aufgefordert, ihr Passwort zu ändern, da Daten kompromittiert wurden. | Battle.net                                 | unbekannt                       |
| Aug. 2012      | 7 Millionen Nutzerdaten von Xiaomi wurden gestohlen. | Xiaomi                                     | 7.000                           |
| Juli 2012      | Yahoo! Voices wurden 400.000 E-Mail-Adressen und Kennwörter gestohlen. | Yahoo! Voices                              | 400                             |
| Juni 2012      | Rund 339 Nutzerkontodaten des Spiels wurden abgegriffen. | League of Legends                          | 339                             |
| Juni 2012      | Das soziale Netzwerk LinkedIn wurde gehackt, wobei von russischen Cyberkriminellen Kennwörter von fast 6,5 Millionen Nutzern erbeutet wurden. | LinkedIn                                   | 6.500                           |
| März 2012      | Der Online-Musikdienst last.fm wurde gehackt, wobei Kennwörter von fast 43,6 Millionen Nutzern erbeutet wurden. | last.fm                                    | 43.600                          |
| Feb. 2012      | Tausende von YouPorn-Nutzerdaten wurden gestohlen. | YouPorn                                    | unbekannt                       |
| Jan. 2012      | Rund 21 Millionen Konten des chinesischen Online-Händlers waren von dem Diebstahl betroffen. | Taobao                                     | 21.000                          |
| 2012           | Rund 8 Millionen Nutzerdaten von dem Gaming-Dienst Gamigo werden gestohlen. | Gamigo                                     | 8.000                           |
| 2012           | Rund 100 Millionen Nutzerdaten des russischen sozialen Netzwerks wurden entwendet. | Vk.com                                     | 100.000                         |
| 2012           | 68 Millionen verschlüsselte Dropbox-Nutzer-Passwörter wurden gehackt. | Dropbox                                    | 68.000                          |
| Dez. 2011      | Bei einem Angriff auf das größte chinesische Forum wurden rund 29 Millionen Nutzerdatensätze gestohlen. | Tianya Club                                | 29.000                          |
| Nov. 2011      | 35 Millionen Steam-Konten wurden gehackt. | Steam                                      | 35.000                          |
| Okt. 2011      | 93.000 Nutzerkonten des Elektronikkonzerns Sony wurden geknackt. | Sony                                       | 93                              |
| Juni 2011      | Rund 530 Millionen Nutzerkonten waren von dem Diebstahl betroffen. | Battlefield Heroes                         | 530                             |
| Juni 2011      | Rund 1,3 Millionen Sega-Kontodaten wurden gestohlen. | Sega                                       | 1.300                           |
| Mai 2011       | Dem Elektronikkonzern Sony wurden Informationen von über 100 Millionen Nutzern seiner Online-Dienste gestohlen. | Sony                                       | 100.000                         |
| April 2011     | Aufgrund eines Hackerangriffs kommt es zwischen dem 17. und 19. April zu einem Ausfall des PlayStation Network. Sony schaltete das Netzwerk daraufhin für 23 Tage ab und gab am 4. Mai bekannt, dass alle 77 Millionen bis dahin registrierten Accounts kompromittiert worden waren. | PlayStation Network                        | 77.000                          |
| März 2011      | Rund 40 Millionen Nutzerdatensätze des erotischen sozialen Netzwerkes wurden gestohlen. | Fling                                      | 40.000                          |
| 2011           | Rund 53 Millionen Konten der Dating-Plattform Zoosk wurden gehackt. | Zoosk                                      | 53.000                          |
| Mai 2010       | Die Cyberwallet wird Opfer eines Datendiebstahls. | Neteller                                   | 3.600                           |
| Jan. 2010      | Chelsea Manning lud 400.000 den Irakkrieg betreffende Dokumente aus einer Datenbank des US-amerikanischen Militärs herunter und veröffentlichte diese auf WikiLeaks. | Chelsea Manning                            | 400                             |
| Okt. 2009      | 1,6 Millionen SchülerVZ-Datensätze wurden abgegriffen. | SchülerVZ                                  | 1.600                           |
| 2009           | Beim US-amerikanischen Kreditkarten-Abrechnungsdienstleister Heartland Payment Systems wurden ca. 130 Millionen Kreditkartendaten entwendet. | Heartland Payment Systems                  | 130.000                         |
| Juli 2008      | 359 Millionen Kontodaten des sozialen Netzwerks wurden abgefangen. | Myspace                                    | 359.000                         |
| 2008           | Rund 17 Millionen Kundendaten von T-Mobile wurden gestohlen. | T-Mobile US                                | 17.000                          |
| 2005           | Der Bank of America werden rund 1,2 Millionen Kundendaten gestohlen. | Bank of America                            | 1.200                           |
| 2004           | Ein AOL-Mitarbeiter wurde verhaftet, nachdem er eine Liste mit 92 Millionen Kontodaten gestohlen hatte. | AOL                                        | 92.000                          |
| 2003           | Kredit- und EC-Kartendaten von rund 94 Millionen TK-Maxx-Kunden wurden abgegriffen. | TK Maxx                                    | 94.000                          |